# Метилювання ДНК

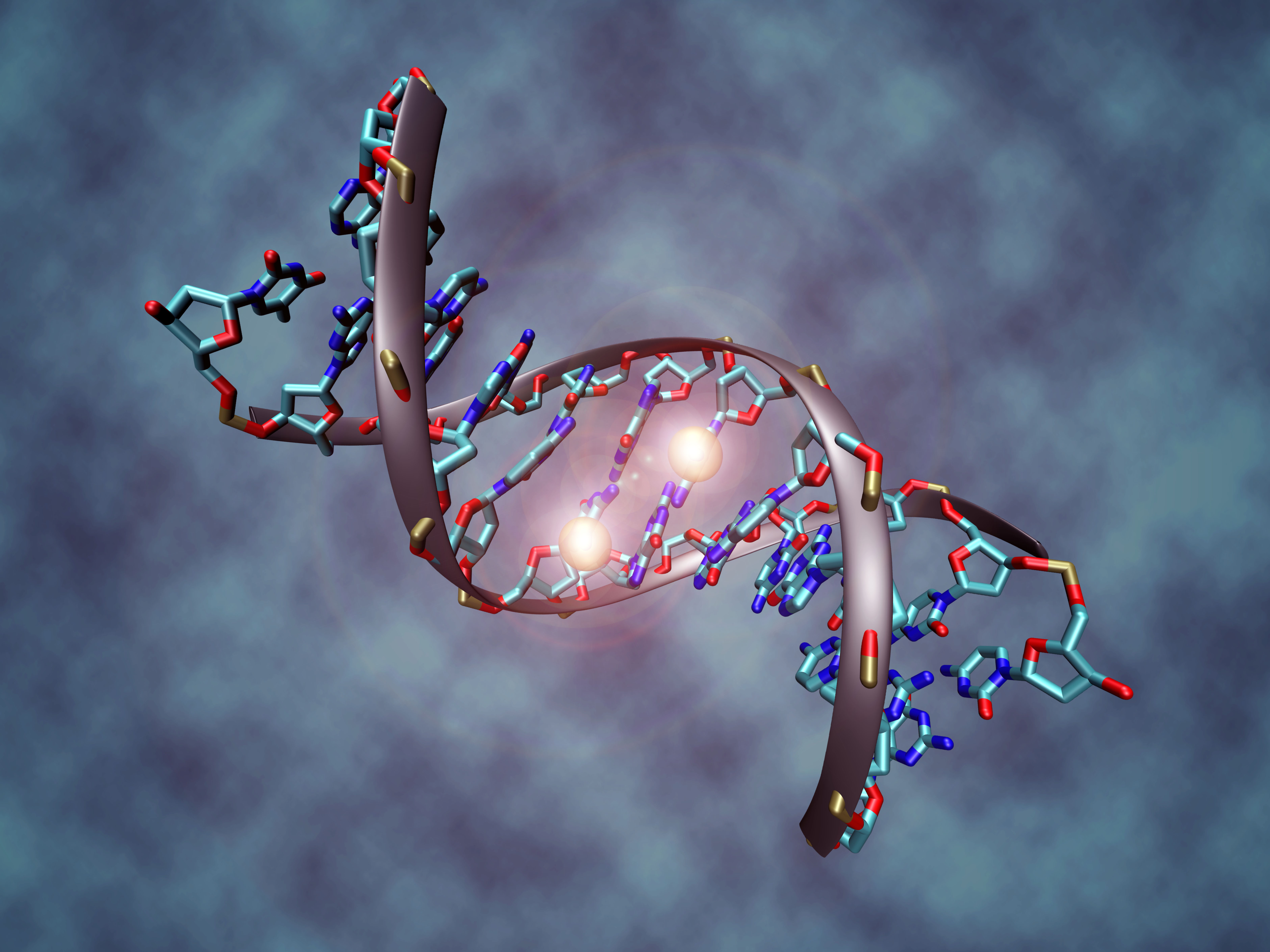
Ілюстрація молекули ДНК з метильованими цитозинами в центрі.

Метилювання ДНК — модифікація молекули ДНК без зміни її нуклеотидної послідовності. Основний механізм епігенетики. Метилювання ДНК полягає в приєднанні метильної групи до позицій C-5 або N-4 цитозину або позиції N-6 аденіну.
Загалом метилювання впливає на рівень транскрипції, і тому є частиною регулювання експресії генів. Інформація про метилювання може наслідуватися із поділом клітини, і таким чином може розглядатися як частина епігенетичного коду, епігенетичної складової геному.
Метилювання ДНК зустрічається у всіх основних групах живих організмів, але рівень зазвичай більш високий у еукаріотів. У людини метильовано близько 1% ДНК геному. У соматичних клітинах дорослого організму метилювання ДНК зазвичай відбувається в CpG-динуклеотидах, метилювання цитозину в складі інших послідовностей зустрічається в ембріональних стовбурових клітинах.
У рослин метилювання цитозину відбувається як симетрично по обох ланцюжках (у складі послідовностей CpG або CpNpG), так і асиметрично лише на одному з двох ланцюжків (у складі CpNpNp, де N позначає будь-який нуклеотид).
У бактерій може відбуватися метилювання як цитозину, так і аденіну, і є частиною захисту від вірусів і деяких інших паразитів та, можливо, частиною механізму регуляції різних клітинних процесів, зокрема клітинного циклу.

## Метилювання ДНК у тварин
Метилювання ДНК хребетних тварин зазвичай відбувається на ділянках CpG (цитозин-фосфат-гуанін, тобто, де в нуклеотидній послідовності за цитозином безпосередньо слідує гуанін). Метилювання призводить до перетворення цитозину на 5-метилцитозин. Утворення Me-CpG каталізується ферментом ДНК-метилтрансферазою.
Рівень метилювання хребетних (крім ембріональної стадії) зазвичай дуже високий, близько 60-70% всіх CpG-динуклеотидів у ссавців метиловані. Неметильовані CpG-динуклеотиди згруповані в т. н. «CpG-острівці», які присутні в 5'-регуляторних областях багатьох генів. Метилювання цих острівців має значний ефект на експресію генів.
Різні захворювання, наприклад, рак, супроводжуються аномальним гіпометилюванням ДНК и гіперметилюванням CpG-острівців в промоторних областях проапоптичних генів (супресорів онкогенів), що приводить до стійкої репресії транскрипції. Репресія транскрипції в цьому випадку опосередкована білками, які здатні зв'язуватися з метилованими CpG-динуклеотидами. Ці білки, котрі називаються метилцитозин-зв'язуючими білками, привертають гістонову деацетилазу (HDAC) й інші фактори, що беруть участь в ремоделюванні хроматину. Комплекс, що сформувався, може модифікувати гістони, формуючи конденсовану транскріпційно неактивну структуру гетерохроматину. Вплив метилювання ДНК на структуру хроматину має велике значення для розвитку і функціонування живого організму. Зокрема, відсутність метилцитозин-зв'язуючого білка 2 (MeCP2) внаслідок, наприклад, мутації у відповідному гені, призводить до розвитку синдрому Ретта у людини; інактивация метилцитозин-зв'язуючого доменного білка 2 (Methyl-CpG binding domain protein 2 — MBD2), який бере участь в репресії транскрипції гиперметилованих генів, відмічена при онкологічних захворюваннях.

### Метилювання ДНК у людини

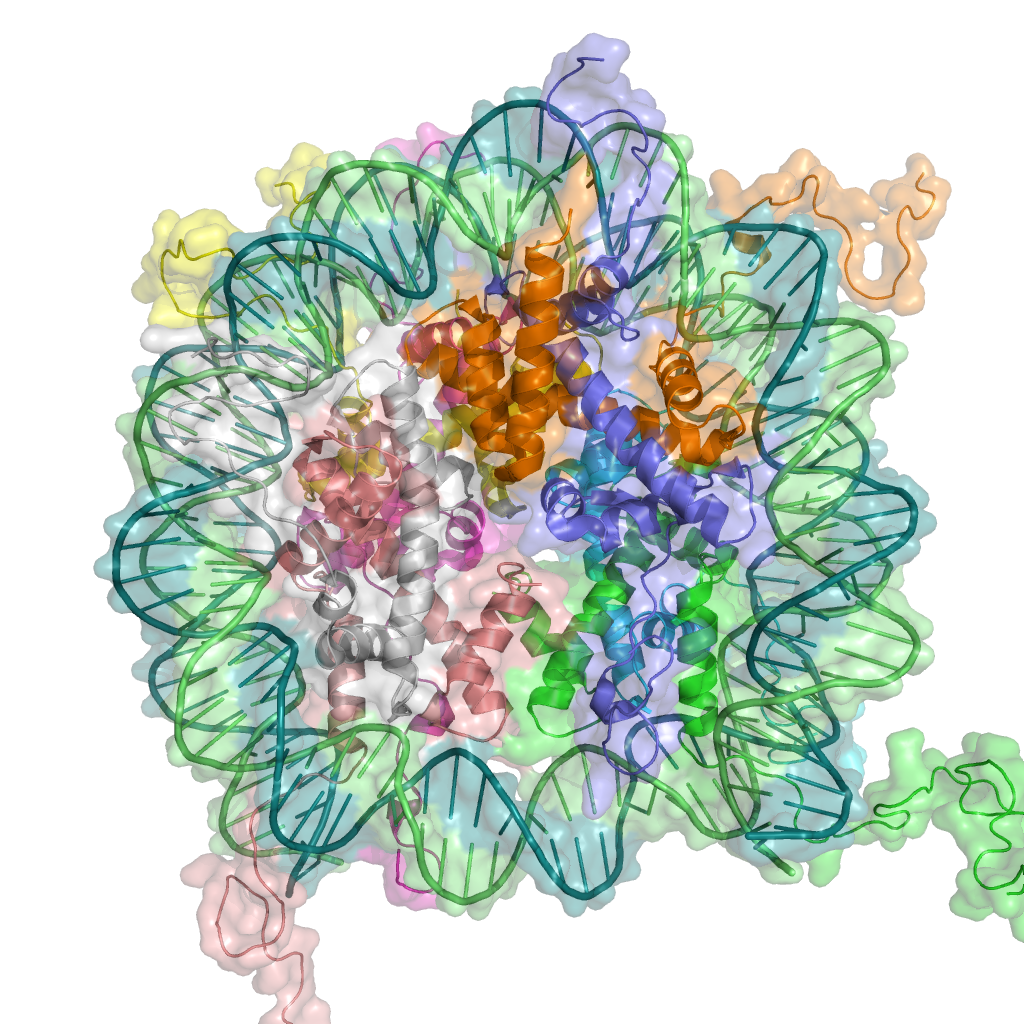
Структура нуклеосоми: ДНК, пов'язана з гістоновими білками, формує хроматин.

У людини за процес метилювання ДНК відповідають три ферменти — ДНК-метилтрансферази 1, 3a і 3b (DNMT1, DNMT3a, DNMT3b), відповідно. Передбачається, що DNMT3a і DNMT3b — це метилтрансферази de novo, які здійснюють формування картини метилювання ДНК на ранніх стадіях розвитку. DNMT1 є, імовірно, метилтрансферазою, яка підтримує метилювання ДНК на пізніших стадіях розвитку організму і відповідає за приєднання метильной групи на комплементарному ланцюжку при реплікації ДНК дочірньої клітини. Білок DNMT3L гомологічний іншим DNMT-білкам, але не має каталітичної активності. Натомість DNMT3L підтримує de novo-метилтрансферази, сприяючи зв'язуванню цих ферментів з ДНК і стимулюючи їхню активність.
Важливим етапом в розвитку злоякісних новоутворень є інактивація генів-супресорів пухлинного росту. У разі якщо інактивація була зумовлена метилюванням промоторної області гену, проводилися експерименти з відновлення експресії шляхом інгібування DNMT. 5-аза-2-дезоксицитидин (децитабін) є нуклеозидним аналогом, що інгібує DNMT-метилтрансферазу. Механізм дії препарату заснований на ковалентному зв'язуванні ферменту в комплексі з ДНК, що унеможливлює виконання ферментом своєї функції і призводить до деградації метилтрансферази. Проте для того, щоб децитабін був активний, він повинен вбудуватися в геном клітини, але це, своєю чергою, може викликати мутації в дочірніх клітинах, якщо клітина не гине і продовжує поділ. До того ж децитабін токсичний для кісткового мозку, що звужує область його терапевтичного застосування. Ці обмеження привели до інтенсивного пошуку методів терапевтичного впливу, заснованих на використанні антисенсових РНК, які протидіють DNMT за допомогою деградації її мРНК і, отже, блокують трансляцію. Проте, як і раніше, залишається відкритим питання про те, чи є інгібування функції DNMT1 достатньою умовою для збільшення експресії генів-супресорів, негативна регуляція транскрипції яких здійснюється метилюванням ДНК.

## Метилювання ДНК у рослин
Останнім часом відбувся значний прорив в розумінні процесу метилювання ДНК у рослин, особливо у Arabidopsis thaliana. Основними ДНК-метилтрансферазами у A. thaliana є Met1, Cmt3 і Drm2, які на рівні амінокислотної послідовності подібні до вищеописаних ДНК-метилтранфераз тварин. Drm2, ймовірно, бере участь як в метилюванні ДНК de novo, так і в підтримці метилювання на пізніших стадіях розвитку. Cmt3 і Met1, головним чином, виконують функцію підтримки метилювання ДНК. У рослин є й інші ДНК-метилтрансферази, але їхня функція поки не з'ясована. Вважається, що специфічність метилтрансфераз в процесі метилювання ДНК модулюється за допомогою РНК. Специфічні РНК-транскрипти транскрибуються з певних ділянок матриці — геномної ДНК. Ці РНК-транскрипти можуть формувати молекули двохланцюжкової РНК. Двохланцюжкові РНК, за допомогою регуляторних сигнальних шляхів, зв'язаних або з малими інтерферуючими РНК (siRNA), або з мікроРНК (miRNA), визначають локалізацію ДНК-метилтрансфераз на ділянках специфічних нуклеотидних послідовностей в геномі.

## Метилювання ДНК у бактерій
Метилювання аденіну або цитозину — частина системи рестрикції-модифікації багатьох бактерій. Бактеріальна ДНК метильована періодично протягом всього геному. Метилтрансферази бактерій визнають специфічні послідовності ДНК і метилюють одну з основ в межах або біля цієї послідовності. Чужорідні молекули ДНК (які не мають такої ж самої картини метиляції), які вводяться в клітину паразитами, знищується специфічними до послідовності ДНК рестриктазами. ДНК бактеріального геному метилована, і тому не визнається цими рестриктазами. Таким чином, метилювання ДНК бере участь у системі, що нагадує примітивну імунну систему, дозволяючи бактеріям захищатися від інфекцій бактеріофагів.
Певні метилтрансферази, проте, зокрема ДНК-цитозин-метилтрансфераза (Dcm), яка метилює C-5 позицію цитозину в послідовностях CC(A/T)GG, ДНК-аденін-метилаза (Dam), яка метилює позицію N-6 аденіну в послідовностях GATC і метилаза, залежна від клітинного циклу (CCRM), яка метилює позицію N-6 аденіну в послідовностях GAnTC, не мають відповідних ним рестриктаз, тобто рестриктаз, які могли би зв'затися з ділянками, що вони метилюють. Ці метилази беруть участь в регуляції клітинних процесів, зокрема процесах регуляції вірулентності та клітинного циклу.